# Sentier de grande randonnée 48
Le sentier de grande randonnée 48 (GR 48) suit en grande partie la rivière Vienne depuis Limoges jusqu'à sa confluence avec la Loire à Chinon. Il parcourt ainsi le Limousin (Haute-Vienne, Charente limousine, Vienne limousine, Marche), la limite entre Poitou et bassin du Val-de-Loire au centre de la France à travers le Berry.

## Parcours
Il passe plus précisément par les lieux suivants :
- Aixe-sur-Vienne (GR 4),
- Saint-Auvent,
- Rochechouart,
- Confolens,
- Availles-Limouzine,
- Lussac-les-Châteaux,
- Montmorillon,
- Saint-Savin,
- Angles-sur-l'Anglin,
- La Roche-Posay,
- Yzeures-sur-Creuse,
- Descartes,
- et donc Chinon.

Il croise aux passages ces sentiers de GRP (Grande Randonnée de Pays) :
- celui de la Mandragore en Charente limousine,
- le Tour de la Vienne limousine dans le Montmorillonnais,
- les Vallée(s) de la Creuse et de l'Anglin à Angles-sur-l'Anglin.